# Josip Podmilšak
Josip Podmilš(č)ak, imenovan tudi Andrejčkov Jože, slovenski pisatelj, * 24. marec 1845, Krašnja, † 24. december 1874, Ljubljana. 

## Mladost Andrejčkovga Jožeta
Družina Podmilšaka se je preselila v Krašnjo iz Podmilja. Njegova starša sta bila kočarja na Konju nad Krašnjo, poleg Jožeta je imela njegova družina še dva otroka. Šolo je obiskoval v Krašnji, kjer je poučeval učitelj Jurij Varel, ki je takoj opazil da je nadarjen za učenje, zato je predlagal staršem, naj ga pošlejo študirat v gimnazijo. Ker starši niso imeli dovolj denarja za šolanje, je pomagal s sredstvi tudi učitelj Varl. Leta 1861 se je vpisal v gimnazijo v Ljubljani, kjer je bil vse do leta 1867 in se poleg ostalih predmetov učil še češčine in poljščine. Leta 1867 pa so ga na hitro potrdili k vojakom, predvsem zato ker se je z nekaterimi dijaki udeležil protestnega shoda in demonstracije pred stanovanjem takratnega deželnega predsednika ob volitvah v deželni zbor. Tako je kot sedmošolec odšel k vojakom. Poslali so ga na vojaško služenje v Komarn na Ogrsko, kjer je zelo težko prenašal vojaško življenje in je zbolel. Premestili so ga v Brno na Moravsko, vendar je nevarna bolezen napredovala in decembra 1870 so ga za stalno odpustili iz vojske. Po odhodu iz vojske se je želel zaposliti doma, vendar zaposlitve ni dobil, zato je odšel v Celovec h gospodu Pesjaku, kateremu je nekaj ur na dan pomagal v pisarni. Želel je dobiti stalno službo, zato se je vrnil v Ljubljano in dobil delo pripravnika v deželnem uradu. Zaradi nizkih dohodkov se je odločil, da odide v Trst, kjer je opravil telegrafski tečaj. Sprejeli so ga v službo in poučeval je telegrafijo pripravnike v nekaterih krajih v Sloveniji.
Umrl je še pri nedopolnjenih tridesetih letih po dolgotrajnem boju s tuberkulozo. Pokopan je na ljubljanskem Navju.

## Knjižna dela
Podmilšak je veliko pisal in objavljal. Bil je plodovit pisatelj. Njegovo najbolj znano delo je povest Žalost in veselje, ki je izšla leta 1870, in je bila prodajna uspešnica svoje dobe kakor prej Ciglerjeva Sreča v nesreči ali Jurčičev Jurij Kozjak. Največ njegove literarne zapuščine je ostalo v takratnih časopisih, objavljene v obliki člankov in črtic, žal se niso vse ohranile. Pisal je v svežem ljudskem jeziku, najprej v glasilo Torbica, nato pa v Zoro, Besednik, največ pa kasneje v Glasnik. Uporabljal je veliko takratnih pogovornih besed, katere so do danes že izginile. Veliko člankov je tudi prevedel iz nemščine in češčine. Bil je pozoren poslušalec zgodb iz svojega domačega kraja, kjer je prisluhnil pripovedovanju vaškim posebnežem, gostilniškim govorcem in starejšim ljudem, tako je ohranil mnogo zgodovinskih dogodkov v naših krajih, prav v teh zgodbah. Takšne črtice so: Ubežnik, Zapuščena, O Torki, Matevž Kalander, Nočni sprehod, Cesar Jožef v Krašnji, Spiritus familiaris, Vitovec pri Trojanah, Gregelj Košenina, Zgodovina motniškega polža, Bor z volkovi, Zadnji grof Limbarski, Življenje na planini, Rejenka, Mlinarjev sin, Graščinski zdravnik, Žalost in veselje, ki je njegova najdaljša povest. Sodeloval je tudi s pisanjem v Mohorjev koledar.
Po njegovi smrti je Narodna biblioteka izdajala v knjižni obliki njegove spise, ki so bili natisnjeni v Novem mestu.